# 田山盛國
田山盛國是一名台灣男子，因多次以違法行為表達政治訴求而聞名。

## 爭議行為
2014年3月20日不滿太陽花運動，在PTT上以帳號「hellkitty（地獄貓）」發表「我剛剛在群眾中埋了炸藥」「威力不大死不了人der，放了不少的釘子」等貼文，事後刪文道歉。被士林地檢署依犯恐嚇公眾罪，將緩起訴一年，並須上八個小時法治課程。
2018年12月，因不滿台大教授黃達業支持抗議前行政院長江宜樺的學生，取出水果刀作勢要攻擊黃達業。
2020年11月19日，因不滿中華民國國家通訊傳播委員會駁回中天新聞台換照申請，在LINE群組內揚言攻擊擔任NCC委員並遂行電話恐嚇，前往NCC廣場前，扯下旗幟噴漆。全案依恐嚇公眾罪判他2月徒刑、易科罰金6萬元，另依毀損他人物品罪判罰金2000元、得易服勞役2天。
2022年9月12日闖進周玉蔻的放言科技傳媒辦公室，咬傷上前詢問的員工，並以保溫瓶攻擊對方致受傷。台北地方法院依傷害罪判處拘役40天，得易科罰金4萬元。
2023年3月3日，於日本經濟新聞的台北辦事處潑灑液體，被依社會秩序維護法裁罰2000元。

2023年8月，朝總統府丟擲鞋子，依社維法裁罰3000元。 
2023年9月15日，朝農業部丟擲雞蛋、潑灑墨汁。當場遭逮捕並依違反社維法裁處法辦。
2023年12月16日因不滿高虹安案中臺灣臺北地方檢察署的所作所為，侵入北檢辦公管制區域，稍後於頂樓升起隨身攜帶之旗幟。法院一審判拘役45日、得易科罰金，與先前之傷人案定合併執行後，繳2萬5千元易科罰金結案。
2024年10月13日，於國民黨台北市議員鍾小平服務處門口放置穢物。 同月21日，再度前往服務處並對服務處看板進行塗鴉。
此外他還抗議過青鳥行動以及2025年中華民國大罷免潮。